# Ab Flipse
Abraham Christiaan (Ab) Flipse (Middelburg, 6 december 1977) is een Nederlandse wetenschaps- en universiteitshistoricus. Hij is vooral bekend door zijn publicaties op het grensvlak van religie en wetenschap, en het populariseren van de universiteitsgeschiedenis. 

## Loopbaan
Ab Flipse studeerde van 1997 tot 2003 natuurkunde en wetenschapsfilosofie aan de Vrije Universiteit Amsterdam. Daarna was hij onder meer promovendus in de wetenschapsgeschiedenis aan deze universiteit. Zijn promotieonderzoek richtte zich op de discussie over de relatie tussen geloof en wetenschap in Nederland tussen 1880-1940, met name in gereformeerde en rooms-katholieke kring. Zijn promotoren waren prof. dr. Frans van Lunteren en prof. dr. George Harinck.
Naast zijn academische loopbaan mengde Flipse zich onder meer in het publieke debat over de relatie tussen geloof en wetenschap. Hij was betrokken bij de organisatie ForumC en was hoofdredacteur van de website Geloofenwetenschap.nl. Hij organiseerde debatten en publiceerde opinieartikelen, onder meer over christelijke visies op de evolutietheorie. Hij was vaste columnist bij de tijdschriften Beweging Magazine, Sophie, en de website Protestant.nl.
Sinds 2015 werkt Flipse als universiteitshistoricus aan de Vrije Universiteit Amsterdam, waar zijn onderzoek zich richt op allerlei aspecten van het universitaire leven in de negentiende en twintigste eeuw. Hij hecht veel waarde aan wetenschapscommunicatie en werkt actief aan het ‘levend houden’ van de universiteitsgeschiedenis voor een breed publiek, onder meer via de website GeheugenvandeVU.nl en social media.
In vakkringen staat Flipse bekend om zijn bijdragen over de historische relatie tussen geloof en wetenschap, en de geschiedenis van de Nederlandse universiteiten op het gebied van bestuur, onderzoek, ruimtelijkheid (campusontwikkeling en architectuur) en studentenleven, alsmede de geschiedenis van de natuurkunde en de geschiedenis van de biologie. Hij publiceerde ook over VU-wetenschappers als Gerard Sizoo, Reijer Hooykaas en Jan Lever. Naast zijn eigen onderzoek begeleidt hij verschillende promotieonderzoeken.

## Boeken en bundels
- Jan Lever - Honderd: Terugblikken op leven en werk van VU-bioloog Jan Lever (1922-2010) (Amsterdam: HDC, 2022)
- VU-voorwerpen en hun verhalen. 140 jaar erfgoed van de Vrije Universiteit Amsterdam (Amsterdam: Clue+, 2021) (met Liselotte Neervoort)
- De universitaire campus. Ruimtelijke transformaties van de Nederlandse universiteiten sedert 1945 (Hilversum: Verloren 2020). (met Abel Streefland)
- Verder kijken. Honderdvijfendertig jaar Vrije Universiteit Amsterdam in de samenleving - zesentwintig portretten (Amsterdam: VU University Press 2016).
- Christelijke wetenschap. Nederlandse rooms-katholieken en gereformeerden over de natuurwetenschap, 1880-1940 (Hilversum: Verloren, 2014).
- Waar komen we vandaan? Anderhalve eeuw evolutiedebat in protestants-christelijk Nederland (Amsterdam: HDC, 2011) (met George Harinck).
- ‘Hier leert de natuur ons zelf den weg'. Een geschiedenis van Natuurkunde en Sterrenkunde aan de VU (Zoetermeer: Meinema, 2005).

## Artikelen en hoofdstukken (selectie)
- “Understanding organizational identity in universities: Unraveling autonomy, governance and leadership in the case of the Vrije Universiteit Amsterdam”, met F. van Berckel Smit, & J. Huisman, Higher Education Quarterly (2024).
- “Shared Principles, Diverging Paths: Neo-Calvinism, neo-Thomism and the Natural Sciences, 1880–1960”, in J. Eglinton, & G. Harinck (red.), Neo-Calvinism and Roman Catholicism (Leiden: Brill, 2023). 67-92.
- “Religious Controversy in Comparative Context: Ulster, the Netherlands and South Africa in the 1920s”, met Stuart Mathieson,History, May 2021
- “Jan Lever: Challenging the Role of Typological Thinking in Reformational Views of Biology”, met Harry Cook, Philosophia Reformata, 82 (2017):1, 3-25.
- “The Low Countries”, met Stefaan Blancke & Johan Braeckman, in S. Blancke, H.H. Hjermitslev and P.C. Kjærgaard (red.), The History of Creationism in Europe (Baltimore: Johns Hopkins University Press, 2014), 65-84.
- “The Origins of Creationism in the Netherlands: The Evolution Debate among Twentieth-Century Dutch Neo-Calvinists”, Church History 81 (2012):1, 104-147.